# Родезия и Нясаленд
Федерация Родезия и Нясаленд (на английски: Federation of Rhodesia and Nyasaland), известна също като Централноафриканска федерация (Central African Federation), е полунезависима държава (британски протекторат), която съществува в Южна Африка в периода от 1953 до 1963 г.
Обхваща територията на три съседни британски зависими територии: колонията Южна Родезия (днес Зимбабве) и протекторатите Северна Родезия (дн. Замбия) и Нясаленд (дн. Малави). Има площ от 1 262 986 кв. км. Столица е град Солсбъри (дн. Хараре).
Федерацията е провъзгласена на 1 август 1953 г. Целта на британското правителство е формирането на държава, която да следва политика на компромис между водената от чернокожите движения социалистическа политика и расистката политика на белите правителства.